# 1,4-二溴丁烷
1,4-二溴丁烷是一种有机化合物，属卤代烃，化学式为C4H8Br2，可由1,4-丁二醇（或四氢呋喃）和HBr反应得到。它和仲胺反应，得到叔胺，通过进一步反应来得到双子型季铵盐。